# Alkione
Alkione je v grški mitologiji žena Keiksa, ki se je vrgla v morje, ko je videla truplo svojega ponesrečenega moža.
Zaradi te velike ljubezni ju je Tetida spremenila v vodomca.